# Tomentella epigaea
Tomentella epigaea är en svampart som först beskrevs av Edward Angus Burt, och fick sitt nu gällande namn av M.J. Larsen 1965. Tomentella epigaea ingår i släktet Tomentella och familjen Thelephoraceae.   Inga underarter finns listade i Catalogue of Life.